# Steve Hayward
Steven Lee Hayward, detto Steve (Pelsall, 8 settembre 1971), è un ex calciatore inglese, di ruolo centrocampista.

## Carriera

### Club
Dopo aver giocato nelle giovanili del Derby County viene aggregato alla prima squadra dei Rams, militante nella prima divisione inglese, all'inizio della stagione 1988-1989, anche se il suo effettivo esordio in campionato avviene solamente nella stagione successiva, nella quale disputa 3 partite; gioca poi un'ulteriore partita in prima divisione nella stagione 1990-1991, che i bianconeri concludono con una retrocessione in seconda divisione, categoria in cui Hayward tra il 1991 ed il 1995 segna in totale una rete in 22 presenze. Durante la sua permanenza ai Rams gioca anche per la prima volta in una competizione europea (sia pure non organizzata dalla UEFA), perdendo in finale la Coppa Anglo-Italiana 1992-1993. Nella seconda metà della stagione 1994-1995 passa a titolo definitivo al Carlisle Utd, con cui vince il campionato di quarta divisione, trascorrendo poi un ulteriore biennio da titolare con il club della Cumbria (90 presenze e 14 reti totali in campionato nell'arco di due stagioni e mezzo), con cui nella stagione 1996-1997 vince anche il Football League Trophy, conquistando sempre in questa stagione anche un'altra promozione in terza divisione (nella stagione 1995-1996 i Cumbrians da neopromossi in terza divisione erano infatti retrocessi).
Nell'estate del 1997 viene acquistato dai londinesi del Fulham, neopromossi in terza divisione; nella sua seconda stagione ai Cottagers ottiene una promozione nella categoria superiore (dopo aver perso una finale play-off nella prima stagione), per poi continuare a giocare per un biennio in seconda divisione (disputa in particolare 37 presenze nella stagione 1999-2000 ed una sola presenza nella prima metà dell'annata seguente), raggiungendo quota 115 presenze e 7 reti in incontri di campionato; nella seconda metà della stagione 2000-2001 gioca invece in seconda divisione al Barnsley (10 presenze), per poi trascorrere un triennio con i Tykes in terza divisione, con un ruolo da riserva (38 presenze e 2 reti totali nell'arco di tre stagioni).

### Nazionale
Nel 1981 ha partecipato ai Mondiali Under-20, nei quali ha giocato 3 partite.

## Palmarès

### Club

#### Competizioni nazionali
- Campionato inglese di quarta divisione: 1

Carlisle United: 1994-1995
- Football League Trophy: 1

Carlisle United: 1996-1997